# Ja realne
Ja realne – obszar wiedzy o sobie, który dotyczy tego kim się jest. Można wyróżnić jeszcze ja idealne (wiedzę na temat tego, jakim chciałbym być) i ja powinnościowe (wiedzę na temat tego, jakim powinienem być, przekonania o obowiązkach i powinnościach).
Każdy człowiek definiuje te trzy obszary w nieco odmiennych terminach i kategoriach. Tory Higgins jest autorem rozróżnienia między ja realnym, idealnym i powinnościowym. Eksperymenty dowiodły, że im większa jest rozbieżność między ja realnym a ja idealnym, tym więcej jest uczuć o zabarwieniu depresyjnym typu apatia, smutek, rozczarowanie (także jeśli jedynie chwilowo wzbudzimy świadomość rozbieżności między tymi obszarami ja).
Im więcej rozbieżności między ja realnym a ja powinnościowym, tym więcej silniejszych, negatywnych uczuć, takich jak poczucie winy, wstyd, niepokój, lęk.
W polskiej kulturze ja idealne zawiera zwykle treści związane z własnymi umiejętnościami i sprawnościami. Ja powinnościowe zaś raczej z treściami moralnymi i normami kulturowymi.
Definicja ja jest trudna, bowiem zawiera ono bardzo różne obszary wiedzy: o własnym ciele, tożsamości, cechach i właściwościach, zdolnościach, wartościach, samoregulacji, zawiera także pewne elementy tożsamości innych ludzi (tak jak gdybyśmy definiowali swoją osobę poprzez to, jakimi osobami się otaczamy, jakich ludzi cenimy, a jakich potępiamy), a także normy kulturowe, z którymi się identyfikujemy oraz wartości kultury, do której należymy.
Można także mówić o ja fenomenologicznym – fragmencie ja realnego uświadamianego sobie w danym momencie.